# アゴスティーノ・バルバリーゴの肖像
『アゴスティーノ・バルバリーゴの肖像』（アゴスティーノ・バルバリーゴのしょうぞう、伊: Ritratto di Agostino Barbarigo, 英: Portrait of Agostino Barbarigo）は、イタリアのルネサンス期のヴェネツィア派の画家パオロ・ヴェロネーゼが1571年ごろに制作した肖像画である。油彩。ヴェネツィア貴族のバルバリーゴ家出身であり、レパントの海戦で戦ったアゴスティーノ・バルバリーゴを描いている。現在はオハイオ州クリーブランドにあるクリーブランド美術館に所蔵されている。

## 人物
アゴスティーノ・バルバリーゴは1516年1月22日にジョヴァンニ・バルバリーゴ（Giovanni BARBARIGO）とその妻エリザベッタ・ダンドロ（Elisabetta Dandolo）の息子として生まれた。行政職を経て、1554年の秋から1557年にかけて駐フランス大使として派遣され、1561年以降は様々な管理職を務めた。バルバリーゴは賢明な人物で、1571年のオスマン帝国に対する作戦ではヴェネツィア共和国海軍の副司令官として総司令官セバスティアーノ・ヴェニエルの無謀な行動を止め、神聖同盟間の軋轢を和らげ、不調和な関係を和解させる役目を果たした。10月7日のレパントの海戦でカトリック連合艦隊の左翼を指揮し、最も深刻であった最初の攻撃に耐えると同時に、「シロッコ」の異名をとるマホメッド・シャルークによる側面からの攻撃に対処しなければならなかった。戦闘の中でバルバリーゴは左目に矢傷を負ったが、体力の続く限り戦い続けたのちフェデリコ・ナーニ（Federico Nani）に指揮権を譲らなければならなかった。彼はこの傷がもとで海戦に勝利した2日後の1571年10月9日に死去した。死後すぐにバルバリーゴは神聖同盟の連合艦隊の勝利において中心的な役割を果たした英雄的殉教者であると宣言された。

## 作品

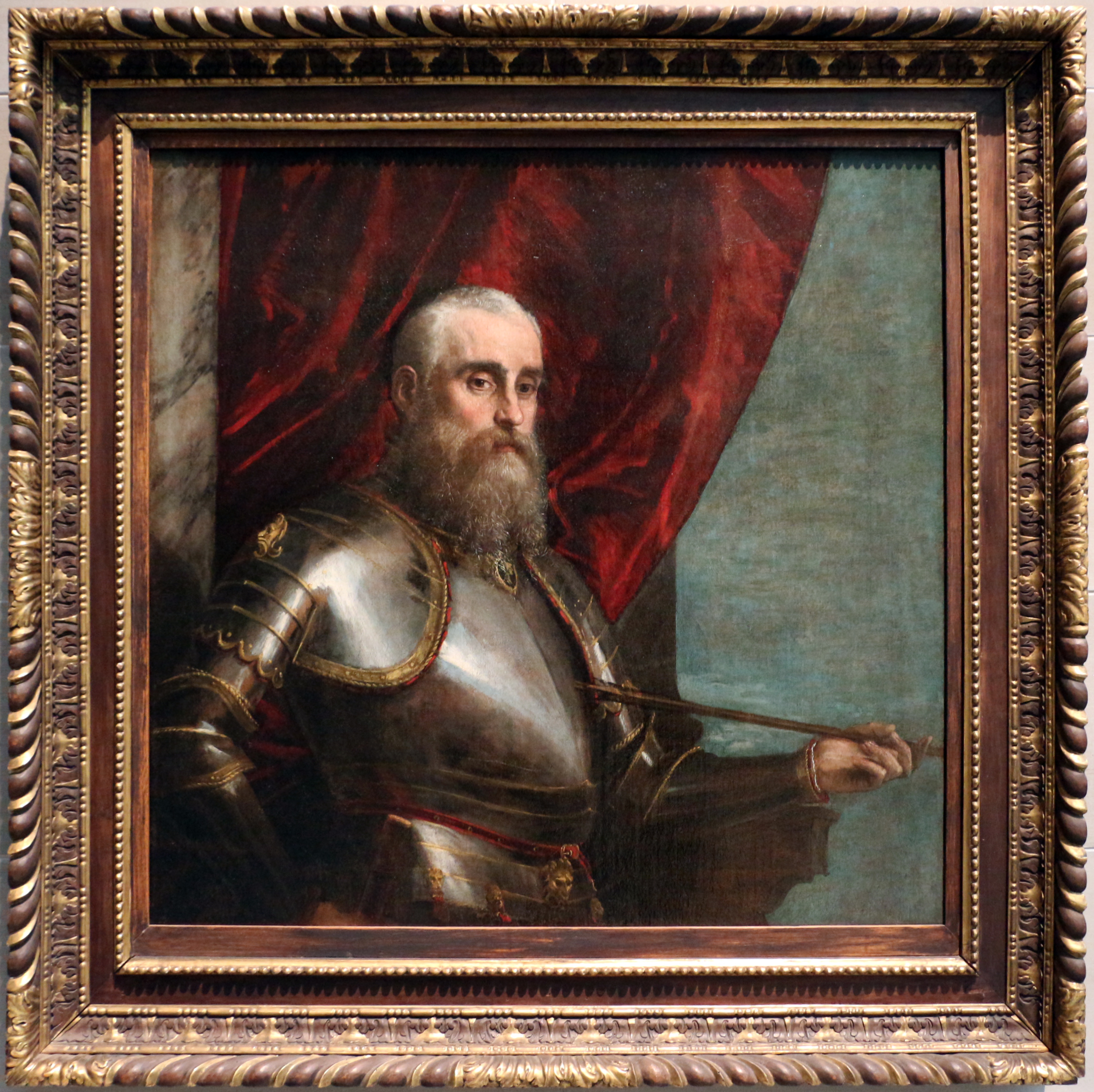
額縁。

ヴェロネーゼは甲冑に身を包んだアゴスティーノ・バルバリーゴを描いている。左手には矢を持ち、右手にはおそらく元帥杖あるいは武器の柄を握っている。左手の矢は肖像画がバルバリーゴの死後に描かれたことを象徴的に示している。
バルバリーゴは正方形の画面に大理石の石柱とワインレッドのカーテンの前に立った半身像として描かれ、カーテンは画面右の空を見せるために開かれている。彼は灰色の眉毛、高い頬骨、真っ直ぐの鼻を持ち、灰色の長い顎髭とその上に灰褐色の口髭をたくわえている。灰色の髪は短く刈られている。唇を閉じ、茶色の目の端から鑑賞者を見ている。鈍く輝く銀色の甲冑は金で縁取られ、肩と腰に獅子頭装飾が施されている。
ヴェロネーゼはバルバリーゴのアイデンティティである軍事的才能を表現している。ヴェネツィアの軍人肖像画では、16世紀を通じてモデルが甲冑を着てローマ皇帝の典型的なポーズで描かれることが多く、古代の軍隊とのつながりを生み出した。ヴェロネーゼは英雄的殉教者であるという宣言に応じてバルバリーゴを甲冑姿で描いたが、それだけでなくまるで彼が聖人であるかのように、バルバリーゴに死をもたらした矢をともに描いた。肖像画のモデルが誰であるかについては、ヴェネツィアのマンフリン・コレクション（Manfrin collection）に属していた19世紀には勝利の知らせをもたらした指揮官オンフレ・ジュスティニアーニ（Onfré Giustiniani）であると考えられていた。1928年に美術史家ジェルジ・ゴンボシや1931年にフランシス・M・ケリー（Francis M. Kelly）によってアゴスティーノ・バルバリーゴであることが特定された。
肖像画は画面下部と画面右が切り取られており、本来は七分丈の肖像画あるいは全身肖像画であったと思われる。ワシントンD.C.のナショナル・ギャラリー・オブ・アートには本作品の複製が所蔵されているが、このバージョンではバルバリーゴの身体は本作品よりもわずかに下の位置まで描かれていることから、ウィリアム・R・リーリック（William R. Rearick）はもともと全身肖像画として描かれたことを示唆した。実際、ナショナル・ギャラリー版では元帥杖を握る右手全体を含んでいるが、本作品では右手は途中で断ち切られている。画面右にはレパントの海戦後に描かれた他の記念肖像画と同様に海戦の海景が描かれていた可能性がある。
保存状態は悪い。特に画面右の空は非常に摩耗している。ナショナル・ギャラリー所蔵の複製を参考にするならば、かつて空の部分には流れる雲が描かれていたと考えられる。

## 来歴
肖像画が最初に記録されたのはヴェネツィアのマンフリン・コレクションに属していた1856年のことである。1927年、ウィーンに画廊を設立したドイツの美術商ヒューゴ・オトマール・ミートケのコレクションに加わったのち、イタリアの画家、舞台美術家、美術収集家のイタリコ・ブラスの手に渡り、クリーブランド美術館は1928年にこの人物から肖像画を購入した。

## 他のバージョン
バルバリーゴの肖像画はレパントの海戦後数十年にわたり、彼の家族や崇拝者の間で肖像画の複製の需要があったことが想像できる。リーリックはブダペスト国立西洋美術館所蔵の縮小された胸像のバージョンをヴェロネーゼの弟ベネデット・カリアリの作品としたが、ジョン・ガートン（John Garton）はヴェロネーゼ作であると認めた。しかし、複製というよりは本作品のために本人を見て描いた習作の可能性がある。より迅速かつ大胆に描かれている。ナショナル・ギャラリー・オブ・アートに所蔵されている複製は良質ではあるが、ヴェロネーゼとは様式が異なる。また赤外線リフレクトグラフィーによる分析で下絵の特徴がヴェロネーゼと一致しないことが明らかとなっており、おそらく追随者によって描かれた17世紀の複製と考えられている。

## ギャラリー
関連作品

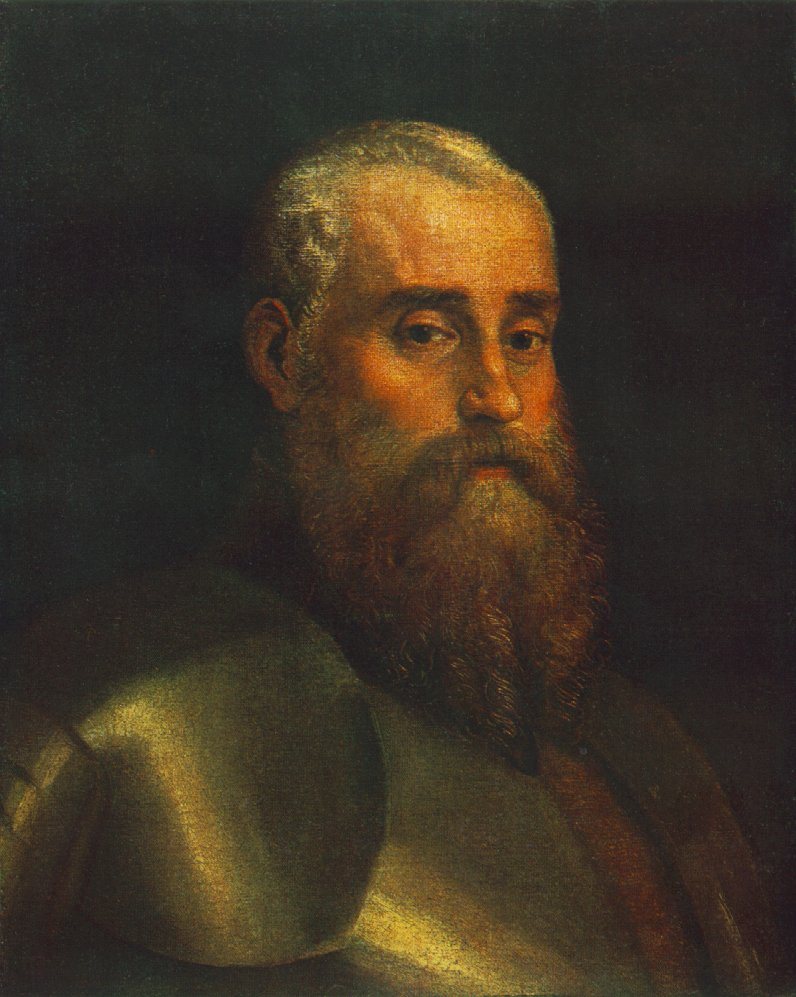
パオロ・ヴェロネーゼ 16世紀 ブダペスト国立西洋美術館所蔵
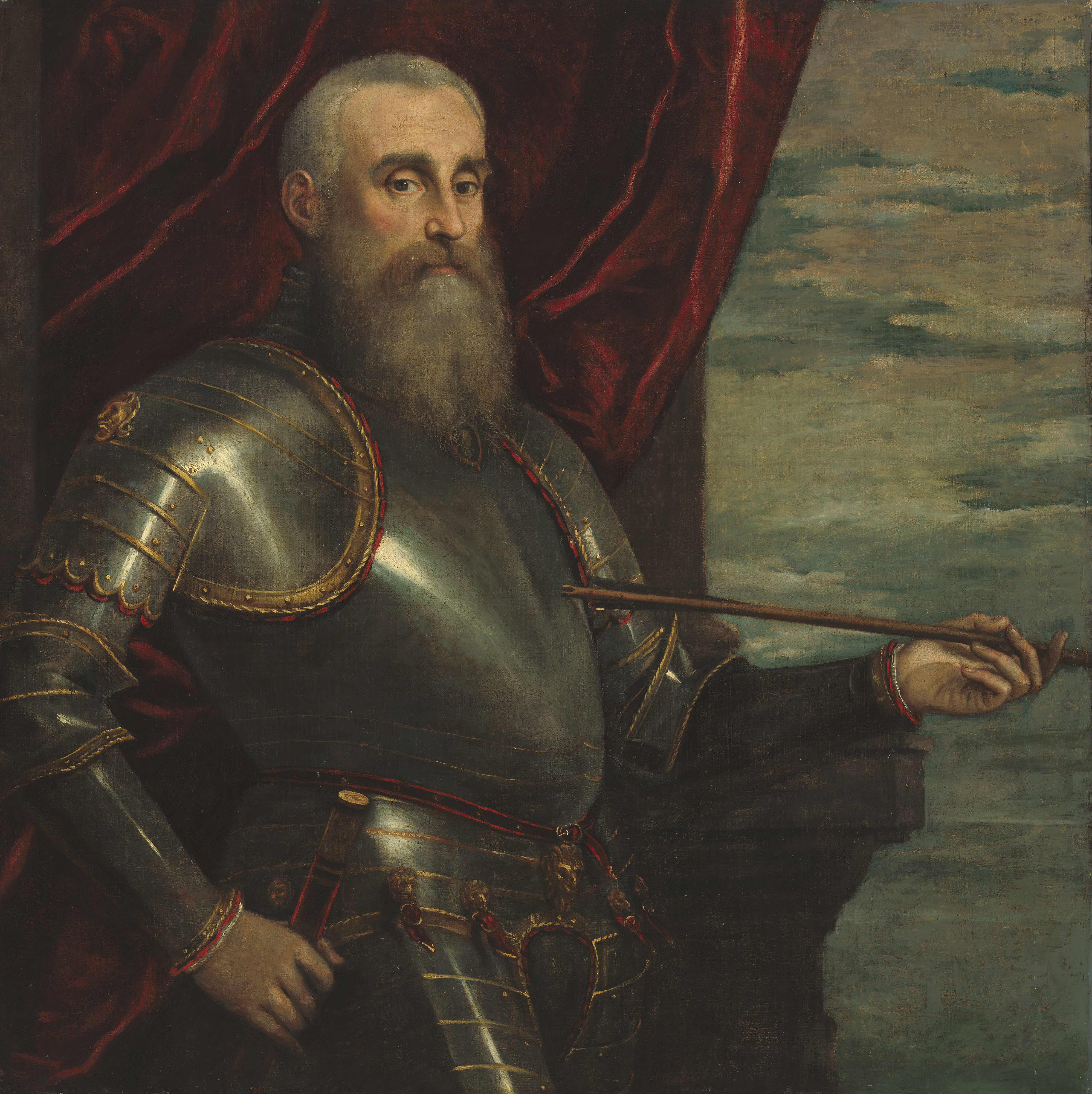
ヴェロネーゼの追随者 17世紀 ナショナル・ギャラリー・オブ・アート所蔵